# 表面物理学
表面物理学是固體物理學的分支之一，它主要是在高真空中用電子束、離子束、原子束、光子、熱、電場和磁場等與固體的面交互用，並且藉此得知固體的表面幾層原子的電子狀態、原子的排列情況、吸附在表面上的外來原子或分子以及其他物理性質。表面物理学是1960年代以後固體物理學中的一個重要而且發展極為迅速的領域，目前對半導體的研究和製造非常重要。